# Sringeri
Sringeri är en ort i Indien.   Den ligger i distriktet Chikmagalur och delstaten Karnataka, i den södra delen av landet, 1 700 km söder om huvudstaden New Delhi. Sringeri ligger 644 meter över havet och antalet invånare är 4 271.
Terrängen runt Sringeri är kuperad söderut, men norrut är den platt. Runt Sringeri är det ganska tätbefolkat, med 185 invånare per kvadratkilometer. Närmaste större samhälle är Koppa, 17,4 km nordost om Sringeri. I omgivningarna runt Sringeri växer huvudsakligen savannskog.